# Episodi di Jade Armor
La prima stagione della serie animata Jade Armor, composta da 26 episodi, è stata trasmessa in Francia, da France 4, dal 7 settembre 2022.
In Italia è stata trasmessa su Cartoon Network dal 30 gennaio 2023.
| n° | Titolo originale           | Titolo italiano        | Prima TV Francia  | Prima TV Italia   |
| -- | -------------------------- | ---------------------- | ----------------- | ----------------- |
| 1  | Le don                     | Il dono                | 7 settembre 2022  | 30 gennaio 2023   |
| 2  | Le désordre                | Il disastro            | 7 settembre 2022  | 31 gennaio 2023   |
| 3  | La conversation            | Le voci rubate         | 14 settembre 2022 | 1º febbraio 2023  |
| 4  | L’oeil du tigre            | L'occhio della tigre   | 14 settembre 2022 | 2 febbraio 2023   |
| 5  | Beasticon rebelle          | Un nuovo nemico        | 21 settembre 2022 | 3 febbraio 2023   |
| 6  | La gravité de la situation | I dadi fortunati       | 21 settembre 2022 | 6 febbraio 2023   |
| 7  | Les marionnettes           | Marionette             | 28 settembre 2022 | 7 febbraio 2023   |
| 8  | Le kidnapping              | Tigre contro tigre     | 28 settembre 2022 | 8 febbraio 2023   |
| 9  | Motus et bouches cousues   | Il diario dei segreti  | 5 ottobre 2022    | 9 febbraio 2023   |
| 10 | L’ascension de Xinyan      | La scimmia gigante     | 5 ottobre 2022    | 10 febbraio 2023  |
| 11 | Que le spectacle continue  | Un talento sospetto    | 12 ottobre 2022   | 10 febbraio 2023  |
| 12 | Le chaton                  | Il gattino             | 12 ottobre 2022   | 1º settembre 2023 |
| 13 | La station                 | Il frammento del clima |                   | 29 agosto 2023    |
| 14 | La classe tout risque      | La chiave scheletro    |                   | 30 agosto 2023    |
| 15 | Le parfum                  | Il profumo             |                   | 13 settembre 2023 |
| 16 | La convention des héros    | Un'eroina in trappola  |                   | 28 agosto 2023    |
| 17 | Le beastibot               | Il Beastibot           |                   | 31 agosto 2023    |
| 18 | Le fruit                   | Universi paralleli     |                   | 11 settembre 2023 |
| 19 | Le singe infiltré          | Mille gocce            |                   | 4 settembre 2023  |
| 20 | Le bracelet de l’amitié    | Il filo                |                   | 6 settembre 2023  |
| 21 | Le filtre                  | Il filtro              |                   | 7 settembre 2023  |
| 22 | Jade noir                  | Jade Armor in TV       |                   | 12 settembre 2023 |
| 23 | La vie en rose             | I due frammenti        |                   | 8 settembre 2023  |
| 24 | Transparence               | Trasparenza            |                   | 5 settembre 2023  |
| 25 | Lune rouge                 | L'eclissi lunare       |                   | 14 settembre 2023 |
| 26 | Jade infinie               | L'armatura completa    |                   | 15 settembre 2023 |